# Hullur, Ron
Hullur là một làng thuộc tehsil Ron, huyện Gadag, bang Karnataka, Ấn Độ.